# Berlin-papyrusen

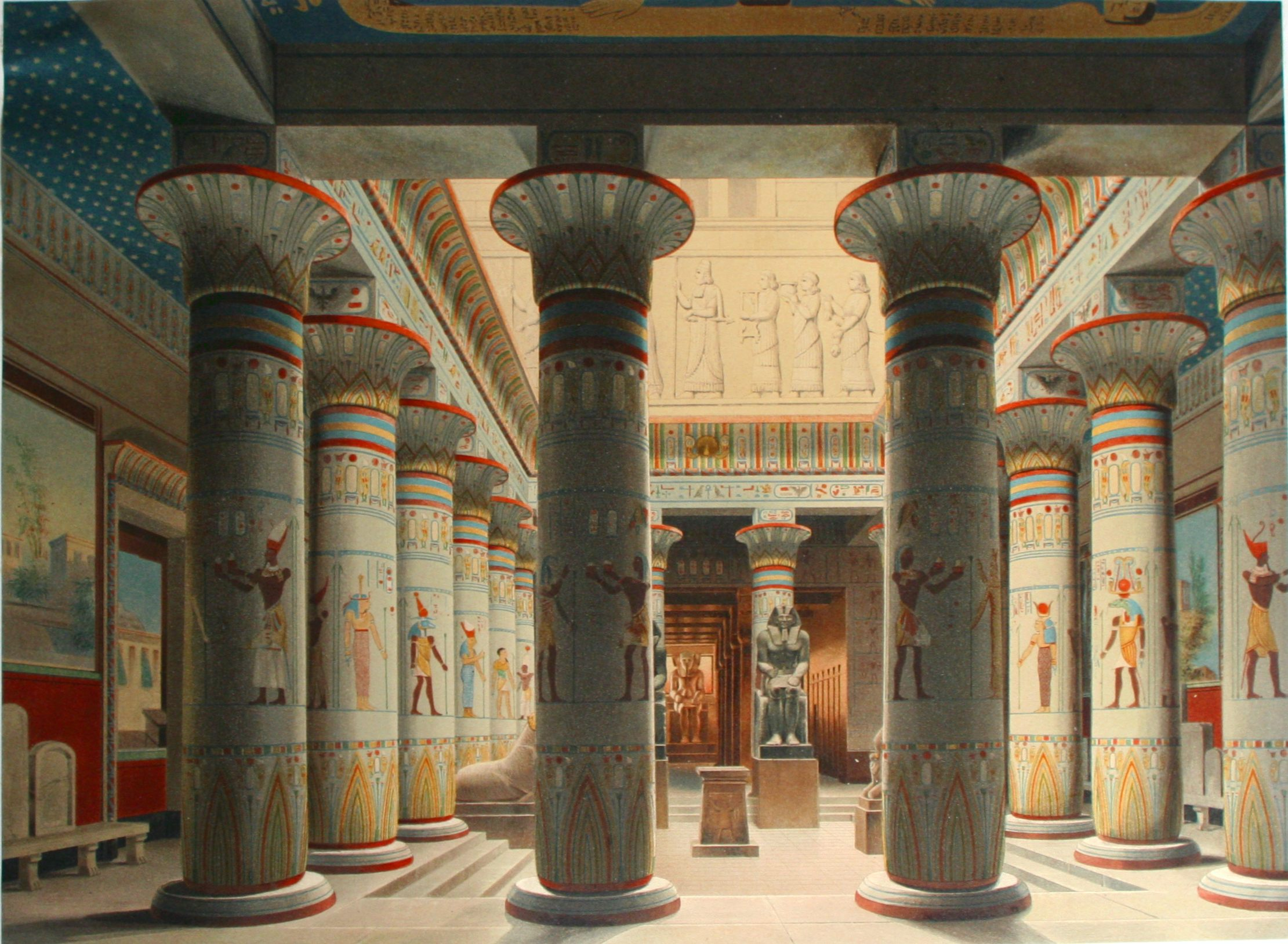
Berlin- papyrusen förvaras idag på Ägyptisches Museum.

Berlin-papyrusen (Pap. Berl. 3038, även Brugsch-papyrusen och Stora Berlin-papyrusen) är ett papyrusfynd från Forntida Egypten och är bland de äldsta bevarade skrifter om medicin och innehåller den äldsta bevarade skriften om graviditetstest. Manuskriptet dateras till cirka 1300-talet f.Kr. och förvaras idag på Ägyptisches Museum i Berlin.

## Manuskriptet
Berlin-papyrusen är en papyrusrulle med en storlek på cirka 520 cm × 20 cm.
Texten på rectosidan omfattar 21 kolumner och på versosidan finns 2 textkolumner. Texten är skriven i en stil som var vanlig under Egyptens nittonde dynasti och manuskriptet dateras till mellan 1350 och 1200 f. Kr. under Ramses IIs regeringstid.
Skriften omfattar 204 kapitel  och beskriver bl.a. anatomin för hjärta och kärl , sjukdomar som snäckfeber , hur man kan fastställa ett ofött barns kön  och metoder för graviditetstest 
Vidare omfattar manuskriptet 170 recept mot olika åkommor, däribland 9 recept mot anala åkommor , recept mot feber och skorpionbett och mot öronåkommor 
Manuskriptet har likheter med Carlsberg VIII-papyrusen och Kahun-papyrusen.

## Historia
Papyrusrullen upptäcktes i början av 1800-talet av Giuseppe Passalacqua under utgrävningar kring Sakkara i Egypten.
Manuskriptet är ett av de bevarade Fornegyptiska medicinska papyri.
1827 köptes manuskriptet av Fredrik Vilhelm IV av Preussen som donerade det till Ägyptisches Museum (idag del av Neues Museum) i Berlin.
De första studierna av manuskriptet gjordes 1855 av Passalacqua och av tyske egyptologen Heinrich Karl Brugsch som 1863 publicerade en beskrivning i andra bandet av bokserien "Recueil de monuments egyptiens". 1865 studerade även Karl Richard Lepsius manuskriptet.
1909 publicerade Walter Wreszinski den första kompletta översättningen Der grosse medizinische Papyrus des Berliner Museums i boken "Die Medizin der alten Ägypter" del I.
På senare tid har manuskriptet även studerats 1958 av Frans Jonckheere, 1983 av Paul Ghalioungui och 1988 av Ange Pierre Leca.
Manuskriptets arkivnummer på Ägyptisches Museum är Pap. Berl. 3038 (det finns ytterligare ett medicinskt papyrusmanuskript -Lilla Berlin-papyrusen- på museet, det har nr 3027 och dateras till 18.e dynastin ).